# Karel XIII van Zweden
Karel XIII, Zweeds/Noors: Karl (Stockholm, 7 oktober 1748 - aldaar, 5 februari 1818) was van 1809 tot 1818 koning van Zweden en van 1814 tot 1818 als Karel II koning van Noorwegen.
Karel, uit het huis Holstein-Gottorp, was tweede zoon van koning Adolf Frederik van Zweden en Louisa Ulrika van Pruisen, zuster van Frederik de Grote. Hij maakte carrière bij de marine en werd admiraal. Hij leverde enkele succesvolle zeeslagen in de Russisch-Zweedse Oorlog (1788-1790).
Nadat zijn broer koning Gustaaf III in 1792 werd vermoord was hij vier jaar regent voor de minderjarige kroonprins Gustaaf IV. De feitelijke regering werd in die jaren gevoerd door zijn vertrouweling baron Gustaf Adolf Reuterholm, die hij benoemde in de Geheime Raad. Reuterholm voerde aanvankelijk hervormingen door zoals meer persvrijheid. Toen dat leidde tot discussies in de Zweedse pers over de verdiensten van de republikeinse grondwetten van Frankrijk en de Verenigde Staten, was het afgelopen met de liberalisatie. Bij de meerderjarigheid van Gustaaf IV Adolf moest Reuterholm naar het buitenland vluchten. Oom Karel trok zich terug op zijn landgoed.
Op 13 maart 1809 zette het Zweedse leger de jonge koning af en benoemde de 60-jarige prins Karel tot regent. Op 6 juni werd hij tot koning uitgeroepen, nadat hij de nieuwe, liberale grondwet had erkend waarin de macht van de koning werd beperkt. Op 4 november 1814 werd hij ook koning van Noorwegen, dat door het Verdrag van Kiel werd losgemaakt van het verslagen Denemarken en in personele unie met Zweden werd verbonden. Dit compenseerde het eerdere verlies van Finland aan Rusland.
Karels kinderen waren jong gestorven (hij was gehuwd met zijn nicht Hedwig Elizabeth Charlotte van Holstein-Gottorp) en de afgezette Gustaaf Adolf was met zijn nageslacht over de grens gezet en voor de troon uitgesloten. De Deense prins Christiaan August van Sleeswijk-Holstein-Sonderburg-Augustenburg (omgedoopt tot Karel August) werd aangewezen als troonopvolger. Baron Reuterholm, die in 1809 uit ballingschap was teruggekeerd, werd niet tot de koning toegelaten.
Na de plotse, onverwachte dood van de (Deense) kandidaat-troonopvolger in 1810 nodigde de Zweedse regering de Franse maarschalk Jean-Baptiste Bernadotte uit om als troonopvolger en regent het bewind te voeren. Hij werd als adoptiefzoon door Karel XIII aangenomen. Na Karels dood besteeg hij als Karel XIV Johan de troon, die tot de dag van vandaag door zijn nakomelingen wordt bezet.

## Nageslacht
Met Hedwig Elizabeth Charlotte van Holstein-Gottorp had hij de volgende kinderen:
- Louisa Hedwig van Zweden (2 juli 1797 - 2 juli 1797) prinses van Zweden
- Karel Adolf van Zweden (3 juli 1798 - 10 juli 1798) prins van Zweden

Bij zijn maîtresse, de hofdame Christina Augusta von Fersen (10 maart 1754 - Stockholm, 8 april 1846), verwekte hij:
- Carl Axel Löwenhielm (Stockholm, 3 november 1772 - 9 juni 1861)

Adoptiefkinderen:
- Christiaan August van Sleeswijk-Holstein-Sonderburg-Augustenburg (1768-1810) als Karel August kroonprins van Zweden
- Jean Baptist Jules Bernadotte (1763-1844) als Karel XIV Johan koning van Zweden

## Kwartierstaat
| Christiaan Albrecht van Sleeswijk-Holstein-Gottorp (1641-1695) | Christiaan Albrecht van Sleeswijk-Holstein-Gottorp (1641-1695) | Christiaan Albrecht van Sleeswijk-Holstein-Gottorp (1641-1695) | Christiaan Albrecht van Sleeswijk-Holstein-Gottorp (1641-1695) | Christiaan Albrecht van Sleeswijk-Holstein-Gottorp (1641-1695) | Christiaan Albrecht van Sleeswijk-Holstein-Gottorp (1641-1695) | Frederika Amalia van Denemarken (1649-1704)                  | Frederika Amalia van Denemarken (1649-1704)                  | Frederika Amalia van Denemarken (1649-1704)                  | Frederika Amalia van Denemarken (1649-1704)                  | Frederika Amalia van Denemarken (1649-1704) | Frederika Amalia van Denemarken (1649-1704) |                                       |                                       | Frederik VII van Baden-Durlach (1647-1709) | Frederik VII van Baden-Durlach (1647-1709) | Frederik VII van Baden-Durlach (1647-1709)        | Frederik VII van Baden-Durlach (1647-1709)        | Frederik VII van Baden-Durlach (1647-1709)        | Frederik VII van Baden-Durlach (1647-1709)        | Augusta Maria van Sleeswijk-Holstein-Gottorp (1649-1728) | Augusta Maria van Sleeswijk-Holstein-Gottorp (1649-1728) | Augusta Maria van Sleeswijk-Holstein-Gottorp (1649-1728) | Augusta Maria van Sleeswijk-Holstein-Gottorp (1649-1728) | Augusta Maria van Sleeswijk-Holstein-Gottorp (1649-1728) | Augusta Maria van Sleeswijk-Holstein-Gottorp (1649-1728) |  |  | Frederik I van Pruisen (1657-1713)    | Frederik I van Pruisen (1657-1713)    | Frederik I van Pruisen (1657-1713)    | Frederik I van Pruisen (1657-1713)    | Frederik I van Pruisen (1657-1713)        | Frederik I van Pruisen (1657-1713)        | Sophie Charlotte van Hannover (1668-1705) | Sophie Charlotte van Hannover (1668-1705) | Sophie Charlotte van Hannover (1668-1705) | Sophie Charlotte van Hannover (1668-1705) | Sophie Charlotte van Hannover (1668-1705) | Sophie Charlotte van Hannover (1668-1705) |                                         |                                         | George I van Groot-Brittannië (1660-1727) | George I van Groot-Brittannië (1660-1727) | George I van Groot-Brittannië (1660-1727) | George I van Groot-Brittannië (1660-1727) | George I van Groot-Brittannië (1660-1727) | George I van Groot-Brittannië (1660-1727) | Sophia Dorothea van Celle (1666–1727)    | Sophia Dorothea van Celle (1666–1727)    | Sophia Dorothea van Celle (1666–1727) | Sophia Dorothea van Celle (1666–1727) | Sophia Dorothea van Celle (1666–1727) | Sophia Dorothea van Celle (1666–1727) |  |  |  |  |  |  |  |  |  |  |  |  |  |  |  |  |  |  |  |  |  |  |  |  |  |  |  |  |  |  |  |  |  |  |  |  |  |  |  |  |  |  |  |  |  |  |  |  |
| Christiaan Albrecht van Sleeswijk-Holstein-Gottorp (1641-1695) | Christiaan Albrecht van Sleeswijk-Holstein-Gottorp (1641-1695) | Christiaan Albrecht van Sleeswijk-Holstein-Gottorp (1641-1695) | Christiaan Albrecht van Sleeswijk-Holstein-Gottorp (1641-1695) | Christiaan Albrecht van Sleeswijk-Holstein-Gottorp (1641-1695) | Christiaan Albrecht van Sleeswijk-Holstein-Gottorp (1641-1695) | Frederika Amalia van Denemarken (1649-1704)                  | Frederika Amalia van Denemarken (1649-1704)                  | Frederika Amalia van Denemarken (1649-1704)                  | Frederika Amalia van Denemarken (1649-1704)                  | Frederika Amalia van Denemarken (1649-1704) | Frederika Amalia van Denemarken (1649-1704) |                                       |                                       | Frederik VII van Baden-Durlach (1647-1709) | Frederik VII van Baden-Durlach (1647-1709) | Frederik VII van Baden-Durlach (1647-1709)        | Frederik VII van Baden-Durlach (1647-1709)        | Frederik VII van Baden-Durlach (1647-1709)        | Frederik VII van Baden-Durlach (1647-1709)        | Augusta Maria van Sleeswijk-Holstein-Gottorp (1649-1728) | Augusta Maria van Sleeswijk-Holstein-Gottorp (1649-1728) | Augusta Maria van Sleeswijk-Holstein-Gottorp (1649-1728) | Augusta Maria van Sleeswijk-Holstein-Gottorp (1649-1728) | Augusta Maria van Sleeswijk-Holstein-Gottorp (1649-1728) | Augusta Maria van Sleeswijk-Holstein-Gottorp (1649-1728) |  |  | Frederik I van Pruisen (1657-1713)    | Frederik I van Pruisen (1657-1713)    | Frederik I van Pruisen (1657-1713)    | Frederik I van Pruisen (1657-1713)    | Frederik I van Pruisen (1657-1713)        | Frederik I van Pruisen (1657-1713)        | Sophie Charlotte van Hannover (1668-1705) | Sophie Charlotte van Hannover (1668-1705) | Sophie Charlotte van Hannover (1668-1705) | Sophie Charlotte van Hannover (1668-1705) | Sophie Charlotte van Hannover (1668-1705) | Sophie Charlotte van Hannover (1668-1705) |                                         |                                         | George I van Groot-Brittannië (1660-1727) | George I van Groot-Brittannië (1660-1727) | George I van Groot-Brittannië (1660-1727) | George I van Groot-Brittannië (1660-1727) | George I van Groot-Brittannië (1660-1727) | George I van Groot-Brittannië (1660-1727) | Sophia Dorothea van Celle (1666–1727)    | Sophia Dorothea van Celle (1666–1727)    | Sophia Dorothea van Celle (1666–1727) | Sophia Dorothea van Celle (1666–1727) | Sophia Dorothea van Celle (1666–1727) | Sophia Dorothea van Celle (1666–1727) |  |  |  |  |  |  |  |  |  |  |  |  |  |  |  |  |  |  |  |  |  |  |  |  |  |  |  |  |  |  |  |  |  |  |  |  |  |  |  |  |  |  |  |  |  |  |  |  |
|                                                                |                                                                |                                                                |                                                                |                                                                |                                                                |                                                              |                                                              |                                                              |                                                              |                                             |                                             |                                       |                                       |                                            |                                            |                                                   |                                                   |                                                   |                                                   |                                                          |                                                          |                                                          |                                                          |                                                          |                                                          |  |  |                                       |                                       |                                       |                                       |                                           |                                           |                                           |                                           |                                           |                                           |                                           |                                           |                                         |                                         |                                           |                                           |                                           |                                           |                                           |                                           |                                          |                                          |                                       |                                       |                                       |                                       |  |  |  |  |  |  |  |  |  |  |  |  |  |  |  |  |  |  |  |  |  |  |  |  |  |  |  |  |  |  |  |  |  |  |  |  |  |  |  |  |  |  |  |  |  |  |  |  |
|                                                                |                                                                |                                                                |                                                                | Christiaan August van Sleeswijk-Holstein-Gottorp (1673-1726)   | Christiaan August van Sleeswijk-Holstein-Gottorp (1673-1726)   | Christiaan August van Sleeswijk-Holstein-Gottorp (1673-1726) | Christiaan August van Sleeswijk-Holstein-Gottorp (1673-1726) | Christiaan August van Sleeswijk-Holstein-Gottorp (1673-1726) | Christiaan August van Sleeswijk-Holstein-Gottorp (1673-1726) |                                             |                                             |                                       |                                       |                                            |                                            | Albertina Frederica van Baden-Durlach (1682-1755) | Albertina Frederica van Baden-Durlach (1682-1755) | Albertina Frederica van Baden-Durlach (1682-1755) | Albertina Frederica van Baden-Durlach (1682-1755) | Albertina Frederica van Baden-Durlach (1682-1755)        | Albertina Frederica van Baden-Durlach (1682-1755)        |                                                          |                                                          |                                                          |                                                          |  |  |                                       |                                       |                                       |                                       | Frederik Willem I van Pruisen (1688-1740) | Frederik Willem I van Pruisen (1688-1740) | Frederik Willem I van Pruisen (1688-1740) | Frederik Willem I van Pruisen (1688-1740) | Frederik Willem I van Pruisen (1688-1740) | Frederik Willem I van Pruisen (1688-1740) |                                           |                                           |                                         |                                         |                                           |                                           | Sophia Dorothea van Hannover (1687-1757)  | Sophia Dorothea van Hannover (1687-1757)  | Sophia Dorothea van Hannover (1687-1757)  | Sophia Dorothea van Hannover (1687-1757)  | Sophia Dorothea van Hannover (1687-1757) | Sophia Dorothea van Hannover (1687-1757) |                                       |                                       |                                       |                                       |  |  |  |  |  |  |  |  |  |  |  |  |  |  |  |  |  |  |  |  |  |  |  |  |  |  |  |  |  |  |  |  |  |  |  |  |  |  |  |  |  |  |  |  |  |  |  |  |
|                                                                |                                                                |                                                                |                                                                | Christiaan August van Sleeswijk-Holstein-Gottorp (1673-1726)   | Christiaan August van Sleeswijk-Holstein-Gottorp (1673-1726)   | Christiaan August van Sleeswijk-Holstein-Gottorp (1673-1726) | Christiaan August van Sleeswijk-Holstein-Gottorp (1673-1726) | Christiaan August van Sleeswijk-Holstein-Gottorp (1673-1726) | Christiaan August van Sleeswijk-Holstein-Gottorp (1673-1726) |                                             |                                             |                                       |                                       |                                            |                                            | Albertina Frederica van Baden-Durlach (1682-1755) | Albertina Frederica van Baden-Durlach (1682-1755) | Albertina Frederica van Baden-Durlach (1682-1755) | Albertina Frederica van Baden-Durlach (1682-1755) | Albertina Frederica van Baden-Durlach (1682-1755)        | Albertina Frederica van Baden-Durlach (1682-1755)        |                                                          |                                                          |                                                          |                                                          |  |  |                                       |                                       |                                       |                                       | Frederik Willem I van Pruisen (1688-1740) | Frederik Willem I van Pruisen (1688-1740) | Frederik Willem I van Pruisen (1688-1740) | Frederik Willem I van Pruisen (1688-1740) | Frederik Willem I van Pruisen (1688-1740) | Frederik Willem I van Pruisen (1688-1740) |                                           |                                           |                                         |                                         |                                           |                                           | Sophia Dorothea van Hannover (1687-1757)  | Sophia Dorothea van Hannover (1687-1757)  | Sophia Dorothea van Hannover (1687-1757)  | Sophia Dorothea van Hannover (1687-1757)  | Sophia Dorothea van Hannover (1687-1757) | Sophia Dorothea van Hannover (1687-1757) |                                       |                                       |                                       |                                       |  |  |  |  |  |  |  |  |  |  |  |  |  |  |  |  |  |  |  |  |  |  |  |  |  |  |  |  |  |  |  |  |  |  |  |  |  |  |  |  |  |  |  |  |  |  |  |  |
|                                                                |                                                                |                                                                |                                                                |                                                                |                                                                |                                                              |                                                              |                                                              |                                                              | Adolf Frederik van Zweden (1710-1771)       | Adolf Frederik van Zweden (1710-1771)       | Adolf Frederik van Zweden (1710-1771) | Adolf Frederik van Zweden (1710-1771) | Adolf Frederik van Zweden (1710-1771)      | Adolf Frederik van Zweden (1710-1771)      |                                                   |                                                   |                                                   |                                                   |                                                          |                                                          |                                                          |                                                          |                                                          |                                                          |  |  |                                       |                                       |                                       |                                       |                                           |                                           |                                           |                                           |                                           |                                           | Louisa Ulrika van Pruisen (1720-1782)     | Louisa Ulrika van Pruisen (1720-1782)     | Louisa Ulrika van Pruisen (1720-1782)   | Louisa Ulrika van Pruisen (1720-1782)   | Louisa Ulrika van Pruisen (1720-1782)     | Louisa Ulrika van Pruisen (1720-1782)     |                                           |                                           |                                           |                                           |                                          |                                          |                                       |                                       |                                       |                                       |  |  |  |  |  |  |  |  |  |  |  |  |  |  |  |  |  |  |  |  |  |  |  |  |  |  |  |  |  |  |  |  |  |  |  |  |  |  |  |  |  |  |  |  |  |  |  |  |
|                                                                |                                                                |                                                                |                                                                |                                                                |                                                                |                                                              |                                                              |                                                              |                                                              | Adolf Frederik van Zweden (1710-1771)       | Adolf Frederik van Zweden (1710-1771)       | Adolf Frederik van Zweden (1710-1771) | Adolf Frederik van Zweden (1710-1771) | Adolf Frederik van Zweden (1710-1771)      | Adolf Frederik van Zweden (1710-1771)      |                                                   |                                                   |                                                   |                                                   |                                                          |                                                          |                                                          |                                                          |                                                          |                                                          |  |  |                                       |                                       |                                       |                                       |                                           |                                           |                                           |                                           |                                           |                                           | Louisa Ulrika van Pruisen (1720-1782)     | Louisa Ulrika van Pruisen (1720-1782)     | Louisa Ulrika van Pruisen (1720-1782)   | Louisa Ulrika van Pruisen (1720-1782)   | Louisa Ulrika van Pruisen (1720-1782)     | Louisa Ulrika van Pruisen (1720-1782)     |                                           |                                           |                                           |                                           |                                          |                                          |                                       |                                       |                                       |                                       |  |  |  |  |  |  |  |  |  |  |  |  |  |  |  |  |  |  |  |  |  |  |  |  |  |  |  |  |  |  |  |  |  |  |  |  |  |  |  |  |  |  |  |  |  |  |  |  |
|                                                                |                                                                |                                                                |                                                                |                                                                |                                                                |                                                              |                                                              |                                                              |                                                              |                                             |                                             |                                       |                                       |                                            |                                            |                                                   |                                                   |                                                   |                                                   |                                                          |                                                          |                                                          |                                                          |                                                          |                                                          |  |  |                                       |                                       |                                       |                                       |                                           |                                           |                                           |                                           |                                           |                                           |                                           |                                           |                                         |                                         |                                           |                                           |                                           |                                           |                                           |                                           |                                          |                                          |                                       |                                       |                                       |                                       |  |  |  |  |  |  |  |  |  |  |  |  |  |  |  |  |  |  |  |  |  |  |  |  |  |  |  |  |  |  |  |  |  |  |  |  |  |  |  |  |  |  |  |  |  |  |  |  |
|                                                                |                                                                |                                                                |                                                                |                                                                |                                                                |                                                              |                                                              |                                                              |                                                              |                                             |                                             |                                       |                                       |                                            |                                            |                                                   |                                                   |                                                   |                                                   |                                                          |                                                          |                                                          |                                                          |                                                          |                                                          |  |  |                                       |                                       |                                       |                                       |                                           |                                           |                                           |                                           |                                           |                                           |                                           |                                           |                                         |                                         |                                           |                                           |                                           |                                           |                                           |                                           |                                          |                                          |                                       |                                       |                                       |                                       |  |  |  |  |  |  |  |  |  |  |  |  |  |  |  |  |  |  |  |  |  |  |  |  |  |  |  |  |  |  |  |  |  |  |  |  |  |  |  |  |  |  |  |  |  |  |  |  |
|                                                                |                                                                |                                                                |                                                                |                                                                |                                                                |                                                              |                                                              |                                                              |                                                              |                                             |                                             | Gustaaf III van Zweden (1746-1792)    | Gustaaf III van Zweden (1746-1792)    | Gustaaf III van Zweden (1746-1792)         | Gustaaf III van Zweden (1746-1792)         | Gustaaf III van Zweden (1746-1792)                | Gustaaf III van Zweden (1746-1792)                |                                                   |                                                   | Karel XIII van Zweden (1748-1818)                        | Karel XIII van Zweden (1748-1818)                        | Karel XIII van Zweden (1748-1818)                        | Karel XIII van Zweden (1748-1818)                        | Karel XIII van Zweden (1748-1818)                        | Karel XIII van Zweden (1748-1818)                        |  |  | Frederik Adolf van Zweden (1750-1803) | Frederik Adolf van Zweden (1750-1803) | Frederik Adolf van Zweden (1750-1803) | Frederik Adolf van Zweden (1750-1803) | Frederik Adolf van Zweden (1750-1803)     | Frederik Adolf van Zweden (1750-1803)     |                                           |                                           | Sophia Albertina van Zweden (1753-1829)   | Sophia Albertina van Zweden (1753-1829)   | Sophia Albertina van Zweden (1753-1829)   | Sophia Albertina van Zweden (1753-1829)   | Sophia Albertina van Zweden (1753-1829) | Sophia Albertina van Zweden (1753-1829) |                                           |                                           |                                           |                                           |                                           |                                           |                                          |                                          |                                       |                                       |                                       |                                       |  |  |  |  |  |  |  |  |  |  |  |  |  |  |  |  |  |  |  |  |  |  |  |  |  |  |  |  |  |  |  |  |  |  |  |  |  |  |  |  |  |  |  |  |  |  |  |  |

Erik VI · Olaf II · Anund Jacob · Emund · Stenkil · Erik VII · Erik VIII · Halsten · Haakon · Inge I · Sven · Erik Årsäll · Filips · Inge II · Ragnvald · Magnus · Sverker I · Erik IX · Karel VII · Knoet I · Sverker II · Erik X · Johan I · Erik XI · Knoet II · Waldemar I · Magnus I · Birger I · Magnus II · Albrecht · Margaretha · Erik XIII · Christoffel · Karel VIII · Christiaan I · Johan II · Christiaan II · Gustaaf I · Erik XIV · Johan III · Sigismund · Karel IX · Gustaaf II Adolf · Christina · Karel X Gustaaf · Karel XI · Karel XII · Ulrike Eleonora · Frederik · Adolf Frederik · Gustaaf III · Gustaaf IV Adolf · Karel XIII · Karel XIV Johan · Oscar I · Karel XV · Oscar II · Gustaaf V · Gustaaf VI Adolf · Carl Gustaf XVI